# Chasmaporthetes
Genre
Espèces de rang inférieur
- † C. lunensis Del Campana, 1914
- † C. ossifragus Hay, 1921 (espèce type)
- † C. borissiaki Khomenko, 1932
- † C. australis Hendey, 1974
- † C. bonisi Koufos, 1987
- † C. exitelus Kurtén & Werdelin, 1988
- † C. nitidula Geraads, 1997
- † C. melei Rook et al, 2004
- † C. gangsriensis Tseng, Li, & Wang, 2013[1]

Chasmaporthetes est un genre éteint de carnivore terrestre de la famille des Hyaenidae, qui vivait durant le Pliocène et le Pléistocène inférieur, entre 4,9 millions et 780 000 ans.